# Combermere Abbey
Combermere Abbey är en fornlämning i Storbritannien.   Den ligger i kommunen Cheshire East i riksdelen England, i den södra delen av landet, 230 km nordväst om huvudstaden London. Combermere Abbey ligger 90 meter över havet.
Terrängen runt Combermere Abbey är platt. Runt Combermere Abbey är det ganska tätbefolkat, med 90 invånare per kvadratkilometer. Närmaste större samhälle är Crewe, 16,5 km nordost om Combermere Abbey. Trakten runt Combermere Abbey består i huvudsak av gräsmarker.